# Stinjački Vrh
Stinjački Vrh (njemački: Hackerberg) je naseljeno mjesto u austrijskoj saveznoj državi Gradišće, administrativno pripada Kotaru Novi Grad.